# Blue (sång av A Perfect Circle)
Blue är en singel av det alternativa rockbandet A Perfect Circle. Singeln är den sista som släpptes från albumet Thirteenth Step som kom 2003, själva singeln släpptes inte förrän 27 juli 2004. Låten är skriven av James Iha och döptes på DVD-CD:n aMotion om till "Blue (Bird Shake Mix)".